# Trilogi
En trilogi är en sammanhållen grupp av tre verk inom något konstnärligt område. När det gäller litteratur, drama och film avses avslutade, men med varandra sammanhängande verk. En kontinuerlig berättelse som av något skäl delats upp i tre volymer är däremot ingen trilogi, utan ett verk i tre delar, vilka dock kan ha egna undertitlar. Ett exempel på detta är J.R.R. Tolkiens Sagan om Ringen, ett verk som författaren ansåg borde publiceras i ett band, men förlaget tvingade honom att acceptera en uppdelning i tre volymer.  
Bildkonst i tre sammanhållna delar kallas oftast triptyk; inte ovanligt bland japanska träsnittsblad och altartavlor.